# Synaxis strigata
Synaxis strigata là một loài bướm đêm trong họ Geometridae.